# حريق طريق القاهرة - الإسماعيلية الصحراوي
حريق طريق القاهرة - الإسماعيلية الصحراوي حريق ضخم شب في عصر يوم الثلاثاء 14 يوليو 2020 ما بين 16:00 - 17:00 في خط خام شقير-مسطرد في أول طريق القاهرة - الإسماعيلية الصحراوي أمام منطقة الهايكستب نتيجة حدوث كسر بالخط وحدوث شرارة ناتجة عن تزاحم السيارات بالطريق، ما أدى إلى اشتعال الخام المتسرب.

## الحادث
شب حريق ضخم نتيجة كسر ماسورة مازوت في موقف العاشر في موقف العاشر بطريق القاهرة - الإسماعيلية الصحراوي في مصر في يوم 14 يوليو 2020، وتصاعد الدخان في سماء العاصمة، وعلى الفور انتقلت قوات الإطفاء والمباحث ورجال المرور، فإدارة العامة للحماية المدنية بالقاهرة، دفعت بـ18 سيارة إطفاء للسيطرة على حريق. وفي ساعة 21:00 أعلنت وزارة البترول المصرية بأنها سيطرت على إخماد الحريق وأوضحت «أن الحريق جاء نتيجة حدوث كسر بالخط وحدوث شرارة ناتجة عن تزاحم السيارات بالطريق، ما أدى إلى اشتعال الخام المتسرب».

وفي ساعة 21:00 أعلنت وزارة الصحة والسكان عن ارتفاع عدد إصابات حريق طريق القاهرة الإسماعيلية الصحراوي إلى 17 إصابة، تم نقلهم إلى مستشفى السلام العام، ولا وفيات.